# Cubocephalus hirtipes
Cubocephalus hirtipes är en stekelart som beskrevs av Henry Keith Townes, Jr. 1962. Cubocephalus hirtipes ingår i släktet Cubocephalus och familjen brokparasitsteklar. Utöver nominatformen finns också underarten C. h. trachodes.